# Cuphea calaminthifolia
Cuphea calaminthifolia là một loài thực vật có hoa trong họ Lythraceae. Loài này được Schltdl. mô tả khoa học đầu tiên năm 1838.